# Phare de Little Cumbrae
Le phare de Little Cumbrae est un phare édifié sur la petite île inhabitée de Little Cumbrae (en gaélique écossais :Cumaradh Beag), dans le Firth of Clyde, un bras de mer du comté de Ayrshire à l'ouest de l'Écosse. Ce phare est géré par l'autorité portuaire locale.

## Histoire
James Ewing a construit un premier petit phare en 1757. C'était le deuxième phare d'Écosse, une tour en pierre circulaire avec un feu ouvert qui était allumé(à son sommet. On peut toujours voir les restes de cette vieille structure.
Le phare actuel a été construit en 1793 par l'ingénieur Thomas Smith de la Northern Lighthouse Board. Le phare se trouve sur une large plage surélevée en terrasse du rivage occidental donnant vers l'estuaire, avec une cale, son débarquadère et un hangar à bateaux. À l'origine, il avait aussi une corne de brume. Les lampes à pétrole du début ont été remplacées par des lampes Argand en 1826. En 1974 la lumière a été convertie à l'énergie solaire.
La tour de 1793 n'est plus utilisée depuis 1997. La lumière actuelle est installée sur la nouvelle tour attenante au vieux bâtiment de l'ancien générateur.

### Lien connexe
- Liste des phares en Écosse